# Scouterna
Scouterna är den svenska riksorganisationen för scoutrörelsen som bildades 1 januari 2012 efter omstrukturering av Svenska Scoutförbundet. Scouterna ersatte Svenska scoutrådet som nationell scoutorganisation.

## Etymologi
Scout härleder till engelskans scout, 'spejare', av scout, 'spana', 'speja', via fornfranska escouter och ytterst av latinets auscu'lto, 'lyssna till', 'höra på'. Ordet är belagt i svenska språket sedan 1909.

## Organisation
Scouterna är en partipolitiskt och religiöst obunden organisation som består av över 1 000 lokalföreningar, så kallade scoutkårer. Scoutkårerna finns utspridda över hela landet, från Trelleborgs kommun i söder till Kiruna kommun i norr.  
Vid Scouternas bildande 2012 fanns totalt fem scoutförbund: Svenska Scoutförbundet (SSF), KFUK-KFUM:s Scoutförbund, Frälsningsarméns scoutförbund (FA Scout), Nykterhetsrörelsens scoutförbund och SMU Scout (som sedan augusti 2013 kallas Equmeniascout). Scoutförbunden organiserades i paraplyorganisationen Svenska Scoutrådet (SSR). 
Sedan bildandet av Scouterna är de scoutkårer som var anslutna till SSF, KFUK-KFUM:s Scoutförbund och FA Scout i stället direktanslutna till riksorganisationen Scouterna. Nykterhetsrörelsens scoutförbund och SMU Scout valde vid bildandet av Scouterna att, tillsammans med EFS Scout som tidigare organiserades under KFUK-KFUM:s Scoutförbund, bli så kallade samverkansorganisationer. Medlemmarna i dessa förbund är dubbelanslutna till både respektive scoutförbund och till riksorganisationen. Medlemskapet och hanteringen av statsbidrag regleras i avtal med riksorganisationen. 
Riksorganisationen ansvarar för att utveckla hela scoutrörelsen i Sverige samt erbjuder en stödstruktur för de kårer som är direktanslutna i Scouterna. Stödstrukturen innebär bland annat att riksorganisationen har konsulenter anställda runt om i landet som stöttar den lokala verksamheten. 

### Ledande befattningshavare

#### Ordförande

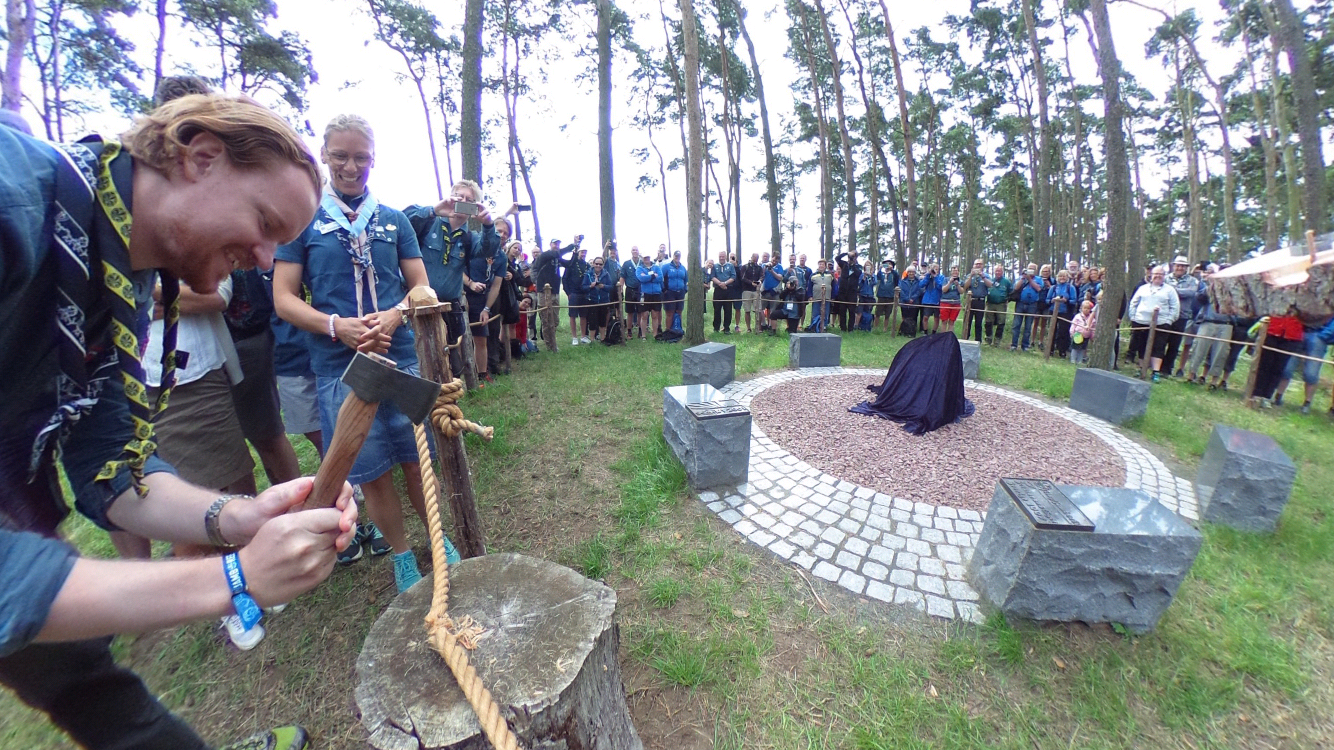
Scouternas dåvarande ordförande Gustaf Haag håller i yxan vid invigningen av minnesmonumentet på Rinkaby skjutfält 2017.

Scouterna har två ordförande. Ordförandena ska vara av olika kön, där en är ansluten till världsorganisationen WAGGGS. Scouternas ordförande har varit: 
- Josefine Larsson och Martin Björgell, 2012–2014
- Inger Ekvall och Gustaf Haag, 2014–2016[7]
- Britta Burreau och Gustaf Haag, 2016–2020[8]
- Ida Texell och Viktor Lundqvist, 2020–2024[9]
- Linn Ternefors och Tobias Hallerby 2024–[10]

#### Generalsekreterare
Scouterna hade tidigare en generalsekreterare men har sedan 2021 två, en kvinnlig och en manlig. De är organisationens högsta verkställande tjänstemän. Vederbörande anställs av den av medlemmarna valda styrelsen. Generalsekreterarna behöver inte själv vara scouter i bemärkelsen vara medlemmar i organisationen. Generalsekreterarna organiserar scouternas nationella exekutiva organisation som utgörs av ett centralt kansli i Stockholm samtregionala kanslier runt om i landet. Generalsekreterarna rapporterar till styrelsen och är de som har ansvar för verkställandet av styrelsebesluten. Följande har varit generalsekreterare:
- Yvonne Tenninge 2012–2014[11]
- Katarina Hedberg 2014–2018[12]
- Petra Lindskog 2018–2019[13]
- Anna-Karin Hennig 2019–[14][15]
- Anna-Karin Hennig och Johan Pettersson 2021–[16]

## Samverkansorganisationer
Samverkansorganisationer är namnet på de förbund som fortsätter att agera självständigt under riksorganisationen, förbunden listas i storleksordning.
- Equmeniascout, f.d. SMU Scout (11 000 medlemmar)
- Nykterhetsrörelsens scoutförbund (3 700 medlemmar)
- Salt Scout, f.d. EFS Scout (2 000 medlemmar)

## Folkhögskola
Riksorganisationen är huvudman för Scouternas Folkhögskola, som arrangerar Allmän kurs på Scouternas kansli i Stockholm, på distans och scoututbildningar runt om i landet. Scouternas folkhögskola är sprungen ur Kjesäters folkhögskola, som drevs av Svenska Scoutförbundet.

## Fastigheter
Följande fastigheter ägs av riksorganisationen.
- Vindalsö
- Kopparbo
- Frustunaby
- Gilwellstugan
- Mullfjällsstationen

På fastigheterna finns ofta olika typer av verksamhet relaterat till Scouterna. Det kan till exempel vara den nationella organisationen, något av distrikten eller en annan del av organisationen som bedriver anläggningar, arrangemang eller kurser.